# أسطوانة غاز مضغوط

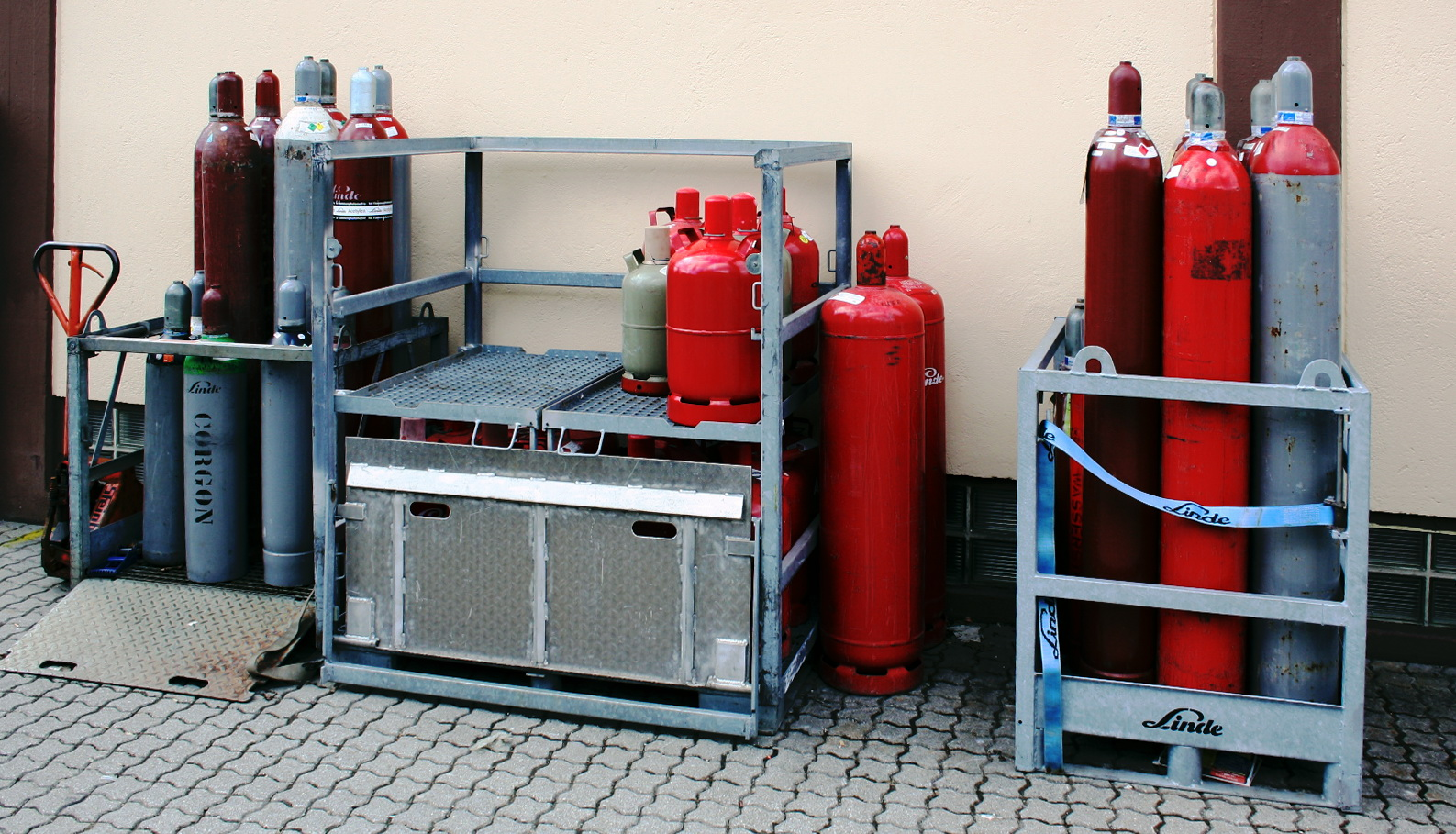
أسطوانات غاز مخزنة

أسطوانة الغاز المضغوط هي أسطوانة معدنية محكمة الإغلاق من الطرفين مليئة بغاز تحت ضغط مرتفع.
تستخدم في مجالات عديدة لإيصال غازات مختلفة منها:

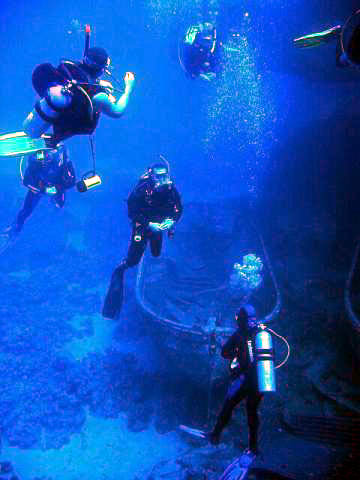
مجموعة من الغواصين يستخدمون إسطوانات الأكسجين.

- بروبان للطهو
- هواء للغطس.
- الغاز النفطي المسال

## أهم الضوابط
- نوع الغاز: أكسجين، نيتروجين، البروبان، البيوتان، الغازالمسال، الغاز الطبيعي... الخ.

- الرقم التسلسلي: وهو رقم غير متكرر من أسطوانة لأخرى.
- ضغط الاختبار الهيدروستاتيكي (TP): وهو يساوي مرة ونصف على الأقل من ضغط العمل.
- ضغط العمل (WP): وهو الضغط الذي يجب أن تعبأ عنده الأسطوانة عند تداولها.
- الوزن (W): ويلاحظ أنه كلما خف وزن الأسطوانة كلما ارتفع ثمنها.
- السعة المائية للأسطوانة (V): وتحدد بكمية الماء التي تستوعبها الأسطوانة.
- سماكة الجدار (S): وهو يدل على نوعية السبيكة المعدنية المستخدمة لإنتاج الاسطوانة.
- تاريخ الإنتاج: وهو مهم جداً لبيان صلاحية الأسطوانة وتاريخ فحصها التالي.
- شعار الشركة المنتجة: وأحياناً يتم إضافة شعار أو اسم المستخدم النهائي.
- اللون: وهو يختلف من غاز لآخر، وهذا مهم جداً من ناحية الأمن الطبي أو الصناعي.